# Вілламетт
Вілла́метт (англ. Willamette River, МФА: [wɪˈlæmɪt] ( прослухати)) — річка у штаті Орегон (США), ліва притока річки Колумбія.
Довжина річки становить 301 км, площа водозбору — 28 700 км², середні витрати води біля гирла — 1 000 м³/с.
Річка тече з півдня на північ у родючій долині північного заходу США — Вілламетській долині. Тут сконцентровано приблизно 70 % населення штату Орегон. Над річкою лежать міста Юджин, Корвалліс, Олбані, Сейлем, Орегон-Сіті та Портленд. В Орегон-Сіті на річці є Вілламетський водоспад.
Притоки Вілламетту:
- праві — Макензі (притока Вілламетту), Калапуя, Сантіам, Молалла, Клакамас
- ліві — Ямгілл, Тюалатин